# George Patrick Rose-Miller
George Patrick Rose-Miller, britanski general, * 1897, † 1984.